# Comuna de Łagów
Łagów (polaco: Gmina Łagów) é uma gminy (comuna) na Polónia, na voivodia da Lubúsquia e no condado de Świebodziński. A sede do condado é a cidade de Łagów.
De acordo com os censos de 2004, a comuna tem 5125 habitantes, com uma densidade 25,7 hab/km².

## Área
Estende-se por uma área de 199,19 km², incluindo:
- área agricola: 32%
- área florestal: 59%

## Demografia
Dados de 30 de Junho 2004:
|                      | Total   | Total | Mulheres | Mulheres | Homens  | Homens |
| -------------------- | ------- | ----- | -------- | -------- | ------- | ------ |
|                      | pessoas | %     | pessoas  | %        | pessoas | %      |
| População            | 5125    | 100   | 2537     | 49,5     | 2588    | 50,5   |
| Densidade (pop./km²) | 25,7    | 100   | 12,7     | 12,7     | 13      | 13     |

De acordo com dados de 2002, o rendimento médio per capita ascendia a 1544,39 zł.